# Завадкина, Екатерина Игоревна
Екатерина Игоревна Завадкина (20 ноября 1989) — российская футболистка, полузащитница клуба «Рязань-ВДВ».

## Биография
Занималась футболом с 1999 года.
В 16-летнем возрасте перешла в клуб «Энергия» (Воронеж). Нет сведений, выходила ли на поле в матчах первой команды[уточнить]. Впоследствии была одной из тех, кто обвинял тренера «Энергии» Ивана Саенко-старшего в рукоприкладстве.
С начала 2010-х годов играла в Красноярске в командах по футболу и мини-футболу. В составе сборной Сибирского федерального университета неоднократно, в том числе в 2010 и 2018 годах, принимала участие в международных турнирах — чемпионате Европы среди университетов и Европейских играх, также участвовала в первенстве России среди студентов по мини-футболу.
В составе красноярского «Енисея» — победительница (2014), серебряный (2012, 2013, 2015, 2016) и бронзовый (2011) призёр первого дивизиона России. С 2017 года выступала в высшей лиге, дебютный матч сыграла 18 апреля 2017 года против «Россиянки». Автором первого гола в высшей лиге стала 22 мая 2018 года в матче против «Чертаново». В высшей лиге в составе «Енисея» сыграла в 2017—2018 годах 21 матч, забив один гол.
С 2019 года выступает за клуб «Рязань-ВДВ».

## Личная жизнь
Воспитывалась в неблагополучной семье — её родители развелись, а впоследствии мать во время ссоры убила отца ножом. Спустя несколько лет Екатерина оформила опеку на своих брата и сестру, забрав родительские права у матери.